# Rudolf Bingel
Rudolf Bingel (* 2. Juni 1882 in Wiesbaden; † 22. September 1945 im Speziallager Landsberg an der Warthe) war Vorstandsvorsitzender der Siemens-Schuckertwerke.

## Familie und Ausbildung
Sein Vater Christian Bingel (* 15. Februar 1850, † 26. Mai 1905) führte eine Gastwirtschaft und kam nach Wiesbaden aus Langschied im Taunus. Seine Mutter Marie Diefenbach (1847–1924) stammte aus Laufenselden. Nach einer Ausbildung im Fach Elektromaschinenbau besuchte er von 1904 bis 1907 die Ingenieurschule in Bingen, die er mit der Graduierung zum Ingenieur abschloss. 1904 hatte er Frieda Joost, Tochter des Friseurs Karl Joost (1850–1904) und seiner Ehefrau Josefine Schmitt, geheiratet, wobei die Ehe kinderlos blieb.

## Laufbahn bei Siemens-Schuckert
Seine erste Anstellung am 1. August 1907 bei den Rheinischen Siemens-Schuckert Werken führte ihn nach Mannheim. Nach der Ernennung zum Oberingenieur im Jahre 1909 spezialisierte er sich auf dem Gebiet des Baus von elektrobetriebenen Kränen und ihren Antrieben. Danach übertrug man ihm im Jahre 1913 die Leitung der Abteilung Industrie. Ein Jahr später erteilte man ihm Prokura und berief ihn zum Technischen Vorstand.
In den folgenden Jahren durchlief er verschiedene Stationen der Firma und eignete sich entsprechende Kenntnisse an. So konnte er bald die Aufgaben eines Direktors übernehmen. Nach Berlin kam er am 1. Oktober 1924 als stellvertretendes Mitglied im Vorstand. Zu der Leitungsaufgabe in der Abteilung Industrie, die er mit Otto Krell führte, kam für ihn noch 1926 die Leitung der Abteilung Schiffbau hinzu.
Im Jahre 1927 wurde er am 11. November als ordentliches Mitglied in den Vorstand von Siemens-Schuckert berufen. Die TH Braunschweig verlieh ihm 1929 den Titel eines Dr.-Ing. ehrenhalber. Die Ernennung zum stellvertretenden Vorsitzenden des Vorstandes erfolgte 1937. Zwei Jahre später übernahm er als Vorsitzender des Vorstandes im Jahre 1939 die Leitung der Firma. Offensichtlich hatten seine Charaktereigenschaften, Menschen zu führen und den Blick für das Wesentliche zu gewinnen, ihn zügig in diese Führungsposition befördert.
Heute erinnert der Name „Bingelhaus“ des Gebäudes Werner-von-Siemens Str. 67, Erlangen, an Bingel. Passend zu Bingels ehemaligen Leistungsaufgaben befinden sich Abteilungen des Siemens Industriesektors im Gebäude.

## Zusammenarbeit mit der Rüstungswirtschaft
Der Beginn des Zweiten Weltkriegs führte schon wenig später zu ersten konkreten Kontakten mit der Wehrmacht auf dem Gebiet der Kriegswirtschaft. So nahm er am 18. Dezember 1939 an einem Treffen mit dem Chef des Wehrwirtschafts- und Rüstungsamtes im Oberkommando der Wehrmacht (OKW) teil, zu dem Generalmajor Georg Thomas zu einem Vortrag über die einheitliche Führung der Rüstungswirtschaft geladen hatte.
Die Liste der geladenen Teilnehmer bezeugte den Rang der Bedeutung dieser Veranstaltung: Paul Pleiger (Reichswerke AG „Hermann Göring“), Walter Borbet (Bochumer Verein für Gußstahlfabrikation AG), August Kotthaus (Carl Zeiss Jena), Bernhard Unholtz (Vereinigte Deutsche Metallwerke AG), Ewald Hecker (Ilseder Hütte AG), Martin Blank (Gutehoffnungshütte AG), Hermann Bücher (AEG), Heinrich Koppenberg (Junkers Flugzeug- und Motorenwerke), Hellmuth Roehnert (Rheinmetall-Borsig AG), Rudolf Siedersleben (Otto-Wolff-Konzern), Wilhelm Kissel (Daimler-Benz AG) und andere bedeutende Wirtschaftsführer.
Bingel betonte in seiner Stellungnahme, dass die Elektroindustrie in der Rüstungswirtschaft eine Schlüsselstellung einnehmen würde. Jede Störung oder Verzögerung in diesem Bereich würde sich auf die anderen Industriefertigungen auswirken. Deshalb sei seine Ansicht, dass die kontinuierliche Auftragsvergabe und die Vereinheitlichung der Führung der Kriegswirtschaft für die Elektro-Industrie eine besondere Bedeutung habe. Dabei wies er auf die Haltung von Produktionsreserven hin. Denn ohne diese Reserven für die Möglichkeiten zum Ausgleich der Fertigung wäre so ein komplexer Apparat nicht aufrechtzuerhalten.
Bingel wurde auch in den Bereich der Reichsgruppe Industrie (RI) berufen. In dieser Eigenschaft nahm er am 27. März 1940 an einem Treffen der RI teil, wo über das Verhältnis der RI zum Reichsminister für Bewaffnung und Munition Fritz Todt gesprochen wurde. Anwesend waren zahlreiche Leiter und Geschäftsführer der Reichswirtschaftskammer, der RI und der verschiedenen Wirtschaftsgruppen, darunter Wilhelm Zangen (RI), Rudolf Stahl (RI), Albert Pietzsch (Reichswirtschaftskammer), Philipp Keßler (Fachgemeinschaft Eisen und Stahl), Helmut Roehnert und Walter Borbet.
Bingel äußerte auf der Besprechung, dass er einen guten Eindruck von Todt aus einem Gespräch mit ihm gewonnen hätte. Dieser hätte keine vorgefassten Meinungen und würde einen „gesunden Menschenverstand“ besitzen. Bingel habe Todt sogenannte Patenschaften vorgeschlagen, unter denen man eine besondere Zusammenführung zwischen dem Generalunternehmertum und einer Arbeitsgemeinschaft verstehen würde.

## Förderkreis zum Reichsführer SS
Bingels bedeutende Stellung in der deutschen Industrie und vor allem auch der Rüstungsindustrie weckte auch das Interesse der SS. So hatte er über Friedrich Kranefuß Kontakte zum Freundeskreis Reichsführer SS. Für diese Einrichtung konnte Bingel Spenden aufbringen. So notierte der Bankier Kurt von Schröder an Heinrich Himmler am 21. September 1943, dass Bingel eine Spende in Höhe von 100.000 Reichsmark auf das Sonderkonto „S“ überwiesen habe.
Im Nürnberger Prozess gab der Leiter des SS-Wirtschafts- und Verwaltungshauptamt (SS-WVHA), Oswald Pohl, in einer eidesstattlichen Erklärung vom 5. August 1946 an, dass er Bingel persönlich aus seiner Amtstätigkeit kennen würde. Dabei führte er aus, dass Bingel mit SS-Obergruppenführer Richard Glücks, der Leiter der Amtsgruppe D im SS-WVHA war, Verhandlungen über den Einsatz von Häftlingen geführt habe.
Bingel wurde in Berlin 1945 von der Roten Armee verhaftet und in das Speziallager Ketschendorf transportiert. Danach kam er nach Landsberg an der Warthe, wo er im September 1945 verstarb.

## Mitgliedschaft in Aufsichtsräten und Gesellschaften
- Im Vorstand des Deutschen Museums von 1942 bis 1945
- Nederlandsche Apparate Frabrik Loneker (Hegelo)
- Erzgesellschaft zur Erschließung von Nichteisenmetallen (Berlin)
- Hamburg-Amerika Paketfahrt AG (HAPAG) (Hamburg)
- Im Vorstand des Vereins Deutscher Eisenhüttenleute (Düsseldorf), dem heutigen Stahlinstitut VDEh

## Schriften
- Entwicklungslinien der wirtschaftlichen elektromotorischen Antriebe in der Industrie. In: VDI-Zeitschrift. 1930, S. 848–864.
- Die Elektrizität im Aufgabenkreis der deutschen Technik. Leipzig 1938.